# Albatros de les Antípodes
L'albatros de les Antípodes (Diomedea antipodensis) és un gran ocell marí de la família dels diomedeids (Diomedeidae), descrita com una espècie en època molt propera.

## Taxonomia
En 2004, un estudi de l'ADN mitocondrial de les diferents poblacions del complex de l'albatros viatger donà suport a la divisió d'aquest en quatre espècies diferents, una d'elles Diomedea antipodensis. En la classificació de l'IOC (versió 2.8, 2011) figura aquest albatros com una espècie de ple dret.
Se n'han descrit dues subespècies, que un estudi de 1998 suggeria que eren en realitat espècies diferents. Aquesta opinió va ser refutada en 2004 per un altre estudi:
- Diomedea antipodensis, Robertson et Warham 1992. Cria a les illes Antípodes i Campbell.[4]
- Diomedea antipodensis gibsonoii, Robertson et Warham 1992. Cria a les illes Auckland.[4]

## Hàbitat i distribució
Ocell pelàgic que cria en les proximitats de Nova Zelanda, a les illes Antípodes, Campbell i Auckland, dispersant-se pel Pacífic sud, des d'Austràlia fins al sud de Xile.